# Mario Holek
Mario Holek (* 28. října 1986 Brno) je bývalý český fotbalový záložník/obránce a bývalý reprezentant. Profesionální kariéru ukončil ve 32 letech ze zdravotních důvodů v prosinci 2018. Nastupoval zejména na pozici stopera (středního obránce). Jeho oblíbeným klubem je anglický Manchester United FC.
Od roku 2025 je hráčem TJ Sokol Kobylí.

## Klubová kariéra
Hrát začal za 1. FC Brno, kde v žácích začínal jako útočník. Později se přesunul do zálohy. V lednu 2005 nastoupil do ligového kádru. Po několika málo zápasech v české lize získal přezdívku Super Mario, vedle zkušeného Tomáše Polácha fotbalově rostl. První fotbalovou sezónu (tj. 2004/05) nedal žádný gól, ale již druhou sezónu (tj. 2005/06) dal góly dva a ve třetí a čtvrté sezóně (tj. 2006/07 a 2007/08) dal vždy po jednom gólu. 15. ledna 2008 přestoupil do ukrajinského FK Dněpr Dněpropetrovsk, odkud po vypršení smlouvy na konci roku 2011 odešel jako volný hráč do pražské Sparty.

### AC Sparta Praha
V základní skupině I Evropské ligy 2012/13 byla Sparta Praha přilosována k týmům Olympique Lyon (Francie), Ironi Kirjat Šmona (Izrael) a Athletic Bilbao (Španělsko). V prvním utkání Sparty 20. září 2012 proti domácímu Lyonu nastoupil Holek do zápasu v 58. minutě, pražský klub podlehl soupeři 1:2. 4. října v domácím utkání proti finalistovi Evropské ligy předešlého ročníku Athleticu Bilbao nastoupil v základní sestavě, Sparta zvítězila 3:1 a připsala si první 3 body do tabulky. 25. října 2012 odehrál v zápase s izraelským týmem Ironi Kirjat Šmona plný počet minut. Sparta Praha si připsala další tři body za výhru 3:1, s celkovými 6 si upevnila druhé místo v tabulce základní skupiny za Lyonem. 8. listopadu 2012 v odvetě s Ironi Kirjat Šmonou v Izraeli (hrálo se na stadionu v Haifě) nastoupil v základní sestavě. Hned ve 3. minutě chyboval, když jeho zpětnou přihrávku stoperovi zachytil maďarský legionář v dresu Kirjat Šmony László Lencse a přihrál volnému Darko Tasevskimu, který prostřelil mezi nohy sparťanského brankáře Tomáše Vaclíka. Sparta dokázala vyrovnat na konečných 1:1 gólem Léo Kweukeho. 22. listopadu nastoupil do domácího zápasu s Lyonem, který skončil remízou 1:1. Tento výsledek posunul Spartu Praha již před posledními zápasy základní skupiny do jarní vyřazovací části Evropské ligy z druhého místa (první místo si zároveň zajistil Lyon). Poslední zápas základní skupiny I proti Bilbau absolvoval v základní sestavě 6. prosince 2012, díky remíze 0:0 pražský celek získal ve skupině celkem 9 bodů. Do jarního šestnáctifinále byl Spartě přilosován anglický velkoklub Chelsea FC, Holek nastoupil 14. února 2013 v Praze v základní sestavě, pražský klub podlehl doma soupeři 0:1 gólem mladého brazilského fotbalisty Oscara. O týden později se představil v odvetě na Stamford Bridge, Sparta dlouho vedla 1:0, ale naději na prodloužení neudržela, ve druhé minutě nastaveného času inkasovala vyrovnávací gól na 1:1 z kopačky Edena Hazarda a z Evropské ligy vypadla.
V sezóně 2013/14 slavil se Spartou Praha zisk ligového titulu již ve 27. kole 4. května 2014. 17. května 2014 získal se Spartou double po výhře 8:7 v penaltovém rozstřelu ve finále Poháru České pošty proti Viktorii Plzeň. Holek svůj pokus proměnil.

V úvodu sezóny 2014/15 laboroval se zraněním.

### FK Dukla Praha (hostování)
Letní přípravu na sezónu 2017/18 už se Spartou neabsolvoval. V září 2017 odešel na hostování do klubu FK Dukla Praha.

## Reprezentační kariéra

### Mládežnické výběry
Mario Holek nastupoval za mládežnické výběry České republiky od kategorie 17 let.
V A-týmu ČR debutoval 18. listopadu 2009 na turnaji ve Spojených arabských emirátech proti Ázerbájdžánu (porážka 0:2).

### Reprezentační góly a zápasy
Góly Mario Holka v české reprezentaci do 21 let 
| Gól | Datum       | Stadion              | Soupeř      | Skóre (min.) | Výsledek | Soutěž           |
| --- | ----------- | -------------------- | ----------- | ------------ | -------- | ---------------- |
| 010 | 19. 8. 2008 | Cantanh, Portugalsko | Portugalsko | 01:10 (27.)  | 2:3      | přátelské utkání |

| Rok    | Zápasy | Góly |
| ------ | ------ | ---- |
| 2006   | 5      | 0    |
| 2007   | 10     | 5    |
| 2008   | 4      | 1    |
| Celkem | 19     | 1    |

| Rok    | Zápasy | Góly |
| ------ | ------ | ---- |
| 2009   | 1      | 0    |
| 2010   | 5      | 0    |
| 2014   | 1      | 0    |
| 2015   | 1      | 0    |
| Celkem | 8      | 0    |